# Химеровые
Химе́ровые (лат. Chimaeridae) — семейство хрящевых рыб отряда химерообразных. Внешне напоминают других представителей отряда, однако имеют короткое, закруглённое рыло. Некоторые виды имеют длинный бичевидный хвост, поэтому в английском языке представители этого семейства называются «морскими крысами» (англ. ratfish). Представители семейства несут на спине ядовитые колючки, способные нанести рану человеку.
Встречаются в морях тропического и умеренного пояса. Большинство видов обитает на глубине более 200 метров, но некоторые, например американский гидролаг, встречаются на относительно небольшой глубине. Размеры, в зависимости от вида, от 38 см до 150 см в длину.

## Классификация
- Chimaera Linnaeus, 1758 — Химеры[2]

1. Chimaera argiloba Last, W. T. White & Pogonoski, 2008
2. Chimaera bahamaensis Kemper, Ebert, Didier & Compagno, 2010
3. Chimaera buccanigella Clerkin, Ebert & Kemper, 2017
4. Chimaera carophila Kemper, Ebert, Naylor & Didier, 2014
5. Chimaera compacta Iglésias, Kemper & Naylor, 2021
6. Chimaera cubana Howell-Rivero, 1936 — Кубинская химера
7. Chimaera didierae Clerkin, Ebert & Kemper, 2017
8. Chimaera fulva Didier, Last & W. T. White, 2008
9. Chimaera jordani S. Tanaka (I), 1905
10. Chimaera lignaria Didier, 2002
11. Chimaera macrospina Didier, Last & W. T. White, 2008
12. Chimaera monstrosa Linnaeus, 1758 — Европейская химера
13. Chimaera notafricana Kemper, Ebert, Compagno & Didier, 2010
14. Chimaera obscura Didier, Last & W. T. White, 2008
15. Chimaera ogilbyi Waite, 1898
16. Chimaera opalescens Luchetti, Iglésias & Sellos, 2011
17. Chimaera orientalis Angulo, López, Bussing & Murase, 2014
18. Chimaera owstoni S. Tanaka (I), 1905
19. Chimaera panthera Didier, 1998
20. Chimaera phantasma Jordan & Snyder, 1900
21. Chimaera willwatchi Clerkin, Ebert & Kemper, 2017

- Hydrolagus Gill, 1863 — Гидролаги[2]

1. Hydrolagus affinis (Brito Capello, 1868) — Атлантический гидролаг, или североатлантический гидролаг
2. Hydrolagus africanus (Gilchrist, 1922) — Африканский гидролаг
3. Hydrolagus alberti Bigelow & Schroeder, 1951
4. Hydrolagus alphus Quaranta, Didier, Long & Ebert, 2006
5. Hydrolagus barbouri (Garman, 1908) — Пятнистая химера
6. Hydrolagus bemisi Didier, 2002
7. Hydrolagus colliei (Lay & E. T. Bennett, 1839) — Американский гидролаг
8. Hydrolagus deani (H. M. Smith & Radcliffe, 1912)
9. Hydrolagus eidolon (D. S. Jordan & C. L. Hubbs, 1925)
10. Hydrolagus erithacus Walovich, Ebert & Kemper, 2017
11. Hydrolagus homonycteris Didier, 2008
12. Hydrolagus lemures (Whitley, 1939)
13. Hydrolagus lusitanicus T. Moura, I. M. R. Figueiredo, Bordalo-Machado, C. Almeida & Gordo, 2005
14. Hydrolagus macrophthalmus F. de Buen, 1959
15. Hydrolagus marmoratus Didier, 2008
16. Hydrolagus matallanasi Soto & Vooren, 2004
17. Hydrolagus mccoskeri L. A. K. Barnett, Didier, Long & Ebert, 2006
18. Hydrolagus melanophasma K. C. James, Ebert, Long & Didier, 2009
19. Hydrolagus mirabilis (Collett, 1904) — Большеглазая химера, или большеглазый гидролаг
20. Hydrolagus mitsukurii (D. S. Jordan & Snyder, 1904) — Чёрный гидролаг, или чёрная химера, или гидролаг Мицукури, или химера Мицукури
21. Hydrolagus novaezealandiae (Fowler, 1911)
22. Hydrolagus pallidus Hardy & Stehmann, 1990
23. Hydrolagus purpurescens (C. H. Gilbert, 1905) — Гавайский гидролаг
24. Hydrolagus trolli Didier & Séret, 2002